# Thijmen Kupers
Thijmen Kupers (* 4. Oktober 1991 in Lengel, Gelderland) ist ein niederländischer Leichtathlet, der sich auf den 800-Meter-Lauf spezialisiert hat. 2015 gewann er die Bronzemedaille bei den Halleneuropameisterschaften in Prag.

## Leben
Thijmen Kupers stammt aus der Gemeinde Lengel, in der Provinz Gelderland. Im Alter von 15 Jahren stieß er zum Running Team Achterhoek und konzentrierte sich fortan auf die Laufwettbewerbe in der Leichtathletik. Kupers nahm ein Master-Studium der Human Machine Communication an der Universität Groningen auf. Nebenbei arbeitet er für das Unternehmen TimeSeries, einem Softwarehersteller für intelligente Geschäftsanwendungen. Eine seiner Leidenschaften, neben dem Laufen, stellt das Bassspielen dar.

## Sportliche Laufbahn
2009 nahm Kupers erstmals auf nationaler Ebene an Wettkämpfen über 800 Meter teil. Auch in den beiden folgenden Jahren startete er über 800 Meter in den Niederlanden, darunter den nationalen Meisterschaften, bei denen er 2011 den sechsten Platz belegte. 2012 konnte er seine Bestzeit frühzeitig in der Freiluftsaison auf 1:46,46 min steigern. Nach Verbesserungen während der Hallensaison deutete sich diese Steigerung bereits seit Beginn des Jahres an. Damit erfüllte er die Voraussetzungen, um an den Europameisterschaften in Helsinki teilzunehmen. Bevor er in Finnland antrat, wurde er niederländischer Vizemeister. In Helsinki gelang ihm der Einzug in das Halbfinale, in dem er als Letzter seines Laufs ausschied. 2013 nahm er zunächst im Frühjahr bei den Halleneuropameisterschaften in Göteborg teil. Dort gelang ihm ebenfalls der Einzug in das Halbfinale. Darin erwischte er einen schnellen Lauf und als Sechster und Letzter seines Laufes aus. Insgesamt belegte er den zehnten Platz. Im Juli nahm Kupers dann an den U23-Europameisterschaften in Tampere teil. Dort startete er zunächst im Einzel über 800 Meter und konnte in das Finale einziehen. Im Finale lief er mit Saisonbestleistung von 1:47,15 min auf den sechsten Platz. Nur einen Tag später qualifizierte er sich mit den niederländischen 4-mal-400-Meter-Staffel für das Finale, in dem das Quartett auf dem siebten und damit vorletzten Platz ins Ziel kam.
2014 trat Kupers bei den Hallenweltmeisterschaften in Sopot an. Dabei gelang ihm mit persönlicher Bestzeit der Einzug in das Finale, in dem er mit 1:47,74 min auf dem fünften Platz landete. Nachdem er im Juni erstmals unter der Marke von 1:46,00 bleiben konnte, nahm er schließlich im August an den Europameisterschaften in Zürich teil. Dort scheiterte er allerdings bereits im Vorlauf, in dem er über vier Sekunden hinter seiner Bestleistung zurückblieb. Besser lief es 2015 für ihn bei den Halleneuropameisterschaften in Prag. Dort gelang ihm diesmal der Einzug in das Finale, in dem er mit Bestleistung von 1:47,25 min die Bronzemedaille gewinnen konnte. Die gesamte Freiluftsaison über konnte er dann gute Zeiten laufen und verbesserte sich bei den nationalen Meisterschaften bis auf 1:45,28 min. Ende desselben Monats startete er in Peking erstmals bei Weltmeisterschaften. Dort erreichte er das Halbfinale, in dem er als Siebter seines Laufes ausschied. Insgesamt kam er bei seiner WM-Premiere auf den 15. Platz. 2016 lief Kupers in Apeldoorn mit 1:46,21 Hallenbestleistung. Im Sommer nahm er an den Europameisterschaften in seiner Heimat teil. Dabei zog er in das Finale ein, in dem er mit 1:46,67 min auf dem sechsten Platz landete. Die Qualifikationsnorm für die Olympischen Sommerspiele in Rio de Janeiro verpasste er um lediglich drei Hundertstelsekunden.
2017 nahm Kupers zunächst an den Halleneuropameisterschaften in Belgrad teil. Dabei belegte er im Finale den fünften Platz. Im Juni stellte er in Hengelo mit 1:44,99 min seine persönliche Bestleistung auf, die seitdem Bestand hat. Damit erfüllte er auch die Voraussetzung, um an den Weltmeisterschaften in London teilzunehmen. Nachdem er seinen Vorlauf gewonnen hatte, konnte er einen Tag darauf nicht an den Start gehen und verpasste damit die Chance auf den Finaleinzug. Die Saison 2018 verpasste er dann nahezu vollständig, nachdem er nur an einigen Hallenwettkämpfen im Januar und im Februar teilnehmen konnte. Ein ähnliches Bild ergab sich für die Saison 2019, nachdem er aufgrund einer erneuten Achillessehnenreizung nahezu die komplette Freiluftsaison verpasste. Im März konnte er dennoch bei den Halleneuropameisterschaften in Glasgow an den Start gehen, bei denen er als Dritter seines Vorlaufs den Einzug in die nächste Runde knapp verpasste. Insgesamt belegte er den 13. Platz. Durch seine Verletzung war er nicht in der Lage sich für die Weltmeisterschaften in Doha zu qualifizieren. Stattdessen legte er größeren Fokus auf das Training, mit dem Ziel im Hinterkopf, sich für die Olympischen Sommerspiele 2020 zu qualifizieren. 2021 trat Kupers Anfang März bei den Halleneuropameisterschaften in Toruń an, verpasste allerdings als Fünfter seines Vorlaufes den Einzug in die nächste Runde.
Neben der internationalen Ebene konnte Kupers bislang insgesamt zwölf nationale Titel über 800 Meter gewinnen, sieben Mal in der Halle (2012–2017, 2019) und fünf Mal in der Freiluft (2013–2017).

## Wichtige Wettbewerbe
| Jahr                    | Veranstaltung               | Ort                     | Platz                   | Disziplin               | Zeit                    |
| Startet für Niederlande | Startet für Niederlande     | Startet für Niederlande | Startet für Niederlande | Startet für Niederlande | Startet für Niederlande |
| ----------------------- | --------------------------- | ----------------------- | ----------------------- | ----------------------- | ----------------------- |
| 2012                    | Europameisterschaften       | Helsinki                | 22.                     | 800 m                   | 1:50,37 min             |
| 2013                    | Halleneuropameisterschaften | Göteborg                | 10.                     | 800 m                   | 1:50,29 min             |
| 2013                    | U23-Europameisterschaften   | Tampere                 | 6.                      | 800 m                   | 1:47,15 min             |
| 2013                    | U23-Europameisterschaften   | Tampere                 | 7.                      | 4 × 400 m               | 3:07,47 min             |
| 2014                    | Hallenweltmeisterschaften   | Sopot                   | 5.                      | 800 m                   | 1:47,74 min             |
| 2014                    | Europameisterschaften       | Zürich                  | 25.                     | 800 m                   | 1:49,69 min             |
| 2015                    | Halleneuropameisterschaften | Prag                    | 3.                      | 800 m                   | 1:47,25 min             |
| 2015                    | Weltmeisterschaften         | Peking                  | 15.                     | 800 m                   | 1:47,74 min             |
| 2016                    | Europameisterschaften       | Amsterdam               | 6.                      | 800 m                   | 1:46,67 min             |
| 2017                    | Halleneuropameisterschaften | Belgrad                 | 5.                      | 800 m                   | 1:50,47 min             |
| 2017                    | Weltmeisterschaften         | London                  | 24.                     | 800 m                   | DNS                     |
| 2019                    | Halleneuropameisterschaften | Glasgow                 | 13.                     | 800 m                   | 1:48,72 min             |
| 2021                    | Halleneuropameisterschaften | Toruń                   | 26.                     | 800 m                   | 1:50,38 min             |

## Persönliche Bestleistungen
Freiluft
- 400 m: 48,44 s, 7. Juni 2012, Rhede
- 800 m: 1:44,99 min, 11. Juni 2017, Hengelo

Halle
- 800 m: 1:46,21 min, 28. Februar 2016, Apeldoorn
- 1000 m: 2:17,02 min, 17. Februar 2016, Stockholm